# Hockey su ghiaccio ai III Giochi olimpici giovanili invernali
Le gare di hockey su ghiaccio dei III Giochi olimpici giovanili invernali si sono svolte nella Vaudoise Aréna di Losanna, in Svizzera, dal 10 al 22 gennaio 2020. Si sono disputati quattro eventi: i tornei maschile e femminile e i tornei di hockey 3 contro 3 a squadre miste (comprendenti atleti di diverse nazionalità) maschile e femminile.

## Ragazzi
| Evento            | Oro | Argento | Bronzo |
| Torneo            | Russia | Stati Uniti | Canada |
| Torneo 3 contro 3 | Squadra Verde Nicolas Elgas Artyom Pronichkin Nathan Nicoud Volodymyr Troshkin Pablo González Maks Perčič Yam Yau Alessandro Segafredo Marek Potšinok Patrik Dalen Ilya Korzun Levente Hegedűs Štěpán Maleček | Squadra Rossa Juho Lukkari Denis Pasko Lin Wei-yu Aleks Menc Matija Dinić Peter Repčík Mackenzie Stewart Dylan Wesseling Tjaš Lesničar Sander Salvær Jan Hornecker Matthias Bittner Maël Halladj | Squadra Marrone Luka Banek Sai Lake Hugo Galvez Elvis Hsu Axel Ruski-Jones Marlon D'Acunto Erik Potšino Evan Nauth Artur Seniut Matyáš Šapovaliv Milán Ivády Rastislav Eliáš Sebastian Aarsund |

## Ragazze
| Evento            | Oro | Argento | Bronzo |
| Torneo            | Giappone | Svezia | Slovacchia |
| Torneo 3 contro 3 | Squadra Gialla Anke Steeno Eva Aizpurua Ludmilla Bourcet Elisa Innocenti Katya Blong Iris van Houten Zuzana Trnková Luisa Wilson Shin Seo-yoon Leonie Böttcher Nora Pollestad Nubya Aeschlimann Magdalena Luggin | Squadra Nera Angelina Hurschler Courtney Mahoney Zhang Xinyue Chang En-ni Alicja Mota Nikola Janeková Amy Robery Daria Petrova Kimberly Collard Luca Márton Reina Sato Emilia Kyrkkö Carlotta Regine | Squadra Blu Sidre Özer Valerie Christmann Anna Kot Maria Runevska Mirren Foy Zuzana Dobiašová Yana Krasheninina Maya Stober Regina Metzler Karolina Hengelmüller Nikki Sharp Yuna Kusama Aya Juhl Petersen |